# Kazakstan i olympiska vinterspelen 2018
Kazakstan deltog i de olympiska vinterspelen 2018 i Pyeongchang, Sydkorea, med en trupp på 46 idrottare (26 män, 20 kvinnor) vilka tävlade i nio olika sporter.
Vid invigningsceremonin bars Kazakstans flagga av short track-åkaren Abzal Azjgalijev.

## Medaljörer
| Medalj | Namn             | Sport     | Gren                | Datum            |
| ------ | ---------------- | --------- | ------------------- | ---------------- |
| Brons  | Julija Galysjeva | Freestyle | Damernas puckelpist | 11 februari 2018 |